# Národní park Brecon Beacons
Národní park Brecon Beacons (velšsky Parc Cenedlaethol Bannau Brycheiniog) je jeden ze tří národních parků ve Walesu. Leží v pohoří Brecon Beacons na jihu země. Je rozdělen do čtyř částí: na západě leží pohoří Black Mountain, následuje Fforest Fawr, poté hlavní část pohoří Brecon Beacons a na východě leží Black Mountains. Národní park byl založen roku 1957 jako poslední ze tří velšských parků (národní park Snowdonia titul dostal roku 1951 a Pembrokeshire Coast následující rok). Celková rozloha parku činí 1344 km². Táhne se od města Llandeilo na západě k Hay-on-Wye na severovýchodě a Pontypool na jihovýchodě.